# کنکورد، جورجیا
کنکورد (به انگلیسی: Concord) یک شهرک در ایالات متحده آمریکا است که در شهرستان پایک، جورجیا واقع شده‌است. کنکورد ۲٫۲ کیلومتر مربع مساحت و ۳۷۵ نفر جمعیت دارد و ۲۴۷ متر بالاتر از سطح دریا واقع شده‌است.